# 10124 Hemse
10124 Hemse este un asteroid din centura principală, descoperit pe 21 martie 1993, de UESAC.